# Stagetus curimoides
Stagetus curimoides is een keversoort uit de familie klopkevers (Anobiidae). De wetenschappelijke naam van de soort is voor het eerst geldig gepubliceerd in 1884 door Reitter in Brenske & Reitter.